# Selaginella rupestris
Selaginella rupestris é uma espécie de vegetais que pode chegar á 30 centímetros de altura. Faz parte da família selaginellaceae.

## Descrição e distribuição geográfica
É uma espécie adaptada á ambientes úmidos e regiões tropicais. É nativa dos Estados unidos e Canadá, mais especificamente da parte central dos Estados unidos e a parte mais ao sul do Canadá.